# Dúrcal (kommunhuvudort)
Dúrcal är en kommunhuvudort i Spanien.   Den ligger i provinsen Provincia de Granada och regionen Andalusien, i den södra delen av landet, 400 km söder om huvudstaden Madrid. Dúrcal ligger 789 meter över havet och antalet invånare är 6 913.
Terrängen runt Dúrcal är kuperad åt nordväst, men åt sydost är den bergig. Runt Dúrcal är det ganska glesbefolkat, med 50 invånare per kvadratkilometer. Närmaste större samhälle är Armilla, 18,1 km norr om Dúrcal. Trakten runt Dúrcal består till största delen av jordbruksmark.